# 高武 (明朝)

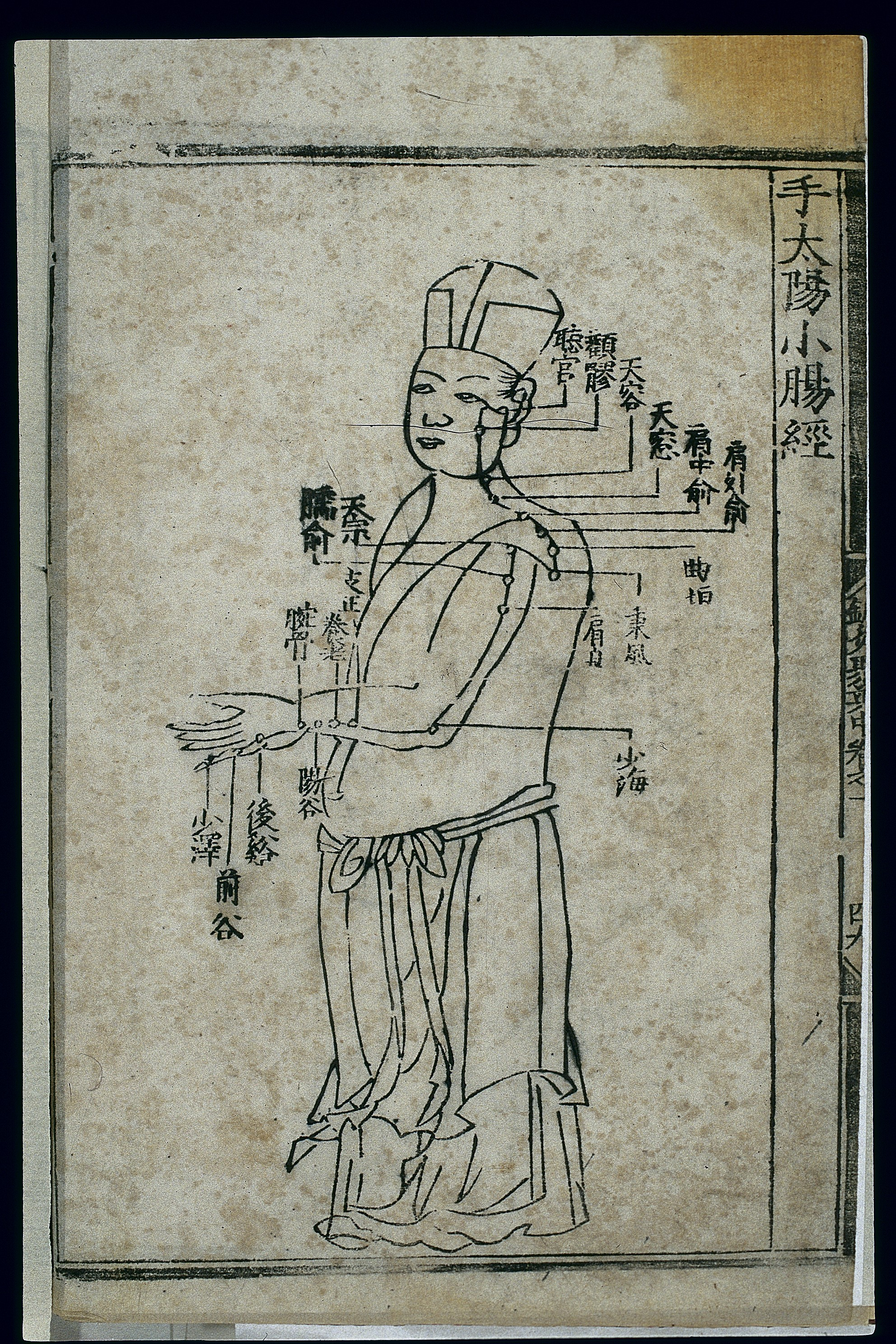
高武撰《针灸聚英》（嘉靖十六年，1537年）中的插图

高武（?—?），字梅孤（一说为号）。鄞县（今浙江宁波）人，明代医学家、针灸学家。生活于16世纪，活跃于明嘉靖年间（1522-1566）。

## 生平
据《鄞县志》记载，高武通天文、乐律、兵法，嘉靖年间考中武举，曾北上历览塞垣，以策千当路，但仕途不得志，故返乡研究医学，尤其精于针灸。
他感慨于当时针灸多有误，鉴于针灸穴位在男、女、儿童之间的差异，设计铸造了男、女、儿童针灸铜人各一座，以作为定穴之标准，但未流传下来。

## 著作
著有《针灸聚英》（又作《针灸聚英发挥》）四卷、《针灸节要》(又称《素难节要》、《针灸素难要旨》)三卷。等重要针灸著作。此外还著有《痘科正宗》四卷、《射学指南》、《律吕辨》等。
其中《针灸聚英》以《内经》《难经》为主，汇集了明以前十余种关于针灸的文献，并比较异同，间以己见。书末还附有针灸歌赋八十余首。《素难节要》则取《内经》《难经》中有关针灸部分，加以编次，供初学者学习使用。

## 家庭
子高志斋，著名医学家，著有《灵枢摘注》等。